# Quentalia
Quentalia är ett släkte av fjärilar. Quentalia ingår i familjen silkesspinnare.

## Bildgalleri

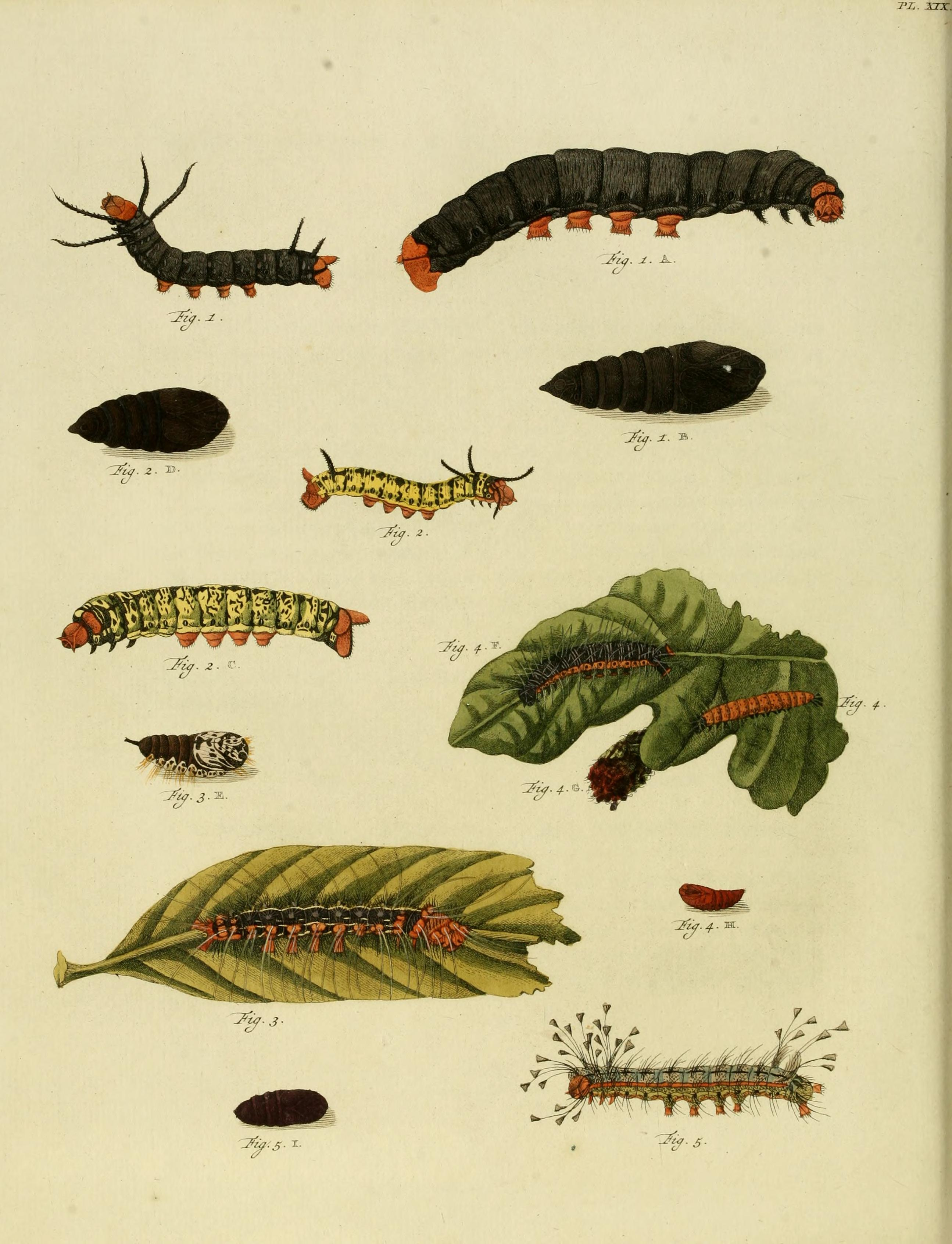
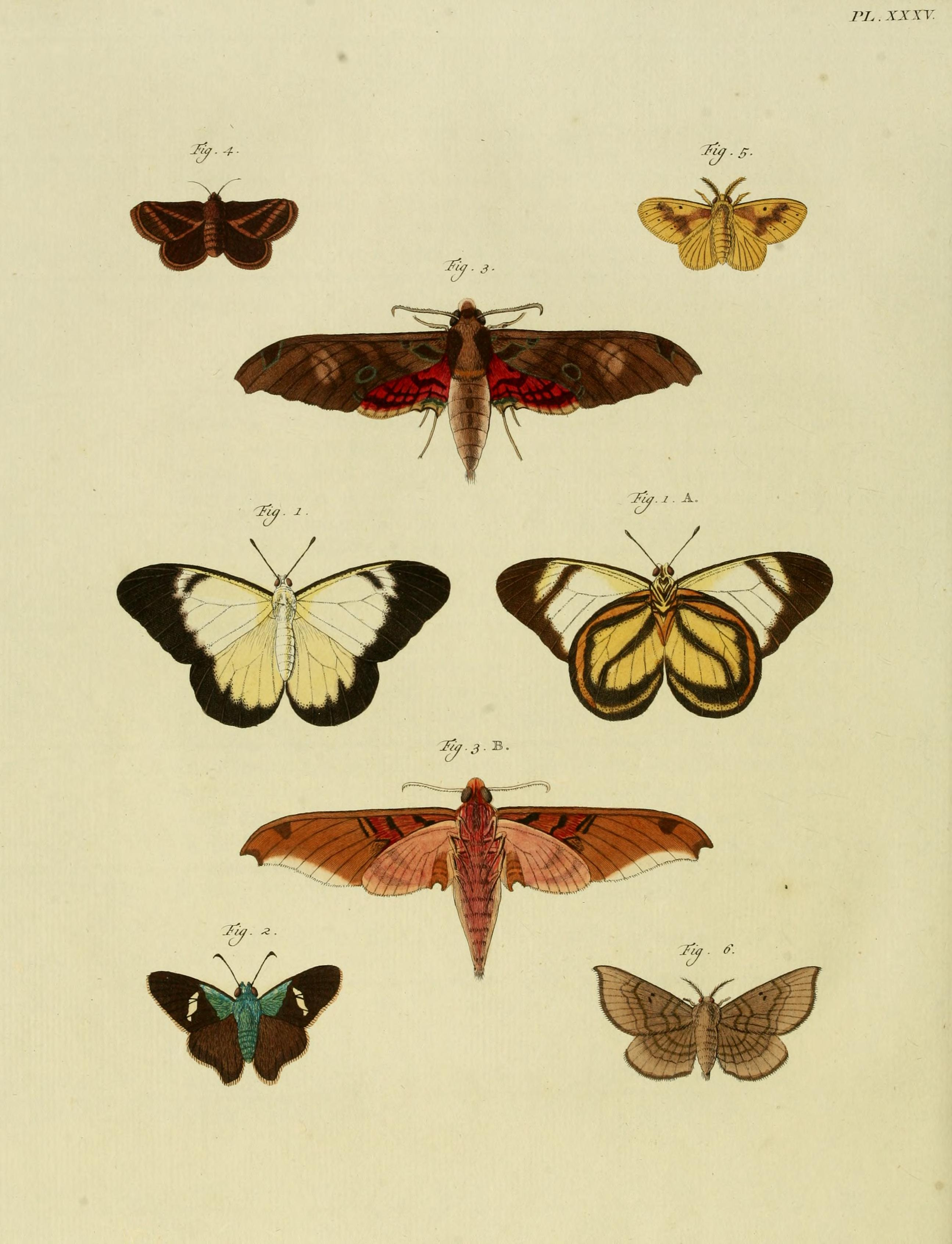

## Dottertaxa tillQuentalia, i alfabetisk ordning[1]
- Quentalia altura
- Quentalia amisena
- Quentalia brunnea
- Quentalia cachiana
- Quentalia callinicia
- Quentalia cameloi
- Quentalia caulea
- Quentalia chromana
- Quentalia coarya
- Quentalia crenulosa
- Quentalia demerida
- Quentalia denticulata
- Quentalia dolorosa
- Quentalia drepanoides
- Quentalia ephonia
- Quentalia eulerufa
- Quentalia excisa
- Quentalia ficus
- Quentalia granisca
- Quentalia incurvata
- Quentalia intranea
- Quentalia lapana
- Quentalia lapanensis
- Quentalia lividia
- Quentalia macerina
- Quentalia maevia
- Quentalia medinara
- Quentalia melchthala
- Quentalia minasa
- Quentalia moratina
- Quentalia napima
- Quentalia numalia
- Quentalia oaxacana
- Quentalia ojeda
- Quentalia orizava
- Quentalia pallida
- Quentalia pamina
- Quentalia paminella
- Quentalia punctilinea
- Quentalia purulhana
- Quentalia ragna
- Quentalia reissi
- Quentalia roseilinea
- Quentalia secata
- Quentalia secatina
- Quentalia sheila
- Quentalia subrubicunda
- Quentalia subrufa
- Quentalia subumbrata
- Quentalia surynorta
- Quentalia tolima
- Quentalia tremulans
- Quentalia umbrata
- Quentalia veca
- Quentalia viridans
- Quentalia vittata